# Урусова, Евдокия Прокофьевна
Евдоки́я Проко́фьевна Уру́сова (урождённая Соковнина́; ок. 1635 — 11 сентября 1675, Боровск) — русская княгиня времён царя Алексея Михайловича. Жена князя Петра Урусова. Дочь боярина Прокопия Соковнина, сестра боярыни Феодосии Морозовой. Известна как противница церковной реформы патриарха Никона и сторонница Феодосии Морозовой.
Вместе со своей сестрой под духовным наставничеством протопопа Аввакума, бывшего её духовником, княгиня Урусова сделалась ярой защитницей старой веры. Никакие преследования, увещевания, пытки со стороны царской власти не могли поколебать её. В ночь на 16 (26) ноября 1671 год в дом Морозовой по приказу царя пришёл архимандрит Чудова монастыря Иоаким (Савёлов) и думный дьяк Иларион Иванов, которые провели допрос Феодосии и Евдокии. Желая выказать своё презрение к пришедшим, сёстры легли в постели и отвечали на вопросы лёжа. После допроса женщин заковали в кандалы, но оставили под домашним арестом. В 1673 году боярыня Морозова, её сестра Евдокия Урусова и их сподвижница, жена стрелецкого полковника Мария Данилова, были приведены на Ямской двор, где пытками на дыбе их пытались переубедить в верности старообрядчеству. Согласно житию Морозовой, в это время уже был готов костёр для её сожжения, но Феодосию спасло заступничество бояр, возмущённых возможностью казни представительницы одного из шестнадцати высших аристократических семейств Московского государства. По распоряжению Алексея Михайловича она, как и сестра, боярыня Феодосия Морозова, была заточена в земляную тюрьму в Боровске, где скончалась от полного истощения, а 14 их слуг за преданность старой вере в конце июня 1675 года сожгли в срубе.
Была погребена в Боровске, где ещё в 1820 году П. М. Строев видел её надгробную плиту с полустёртою надписью. Почитается старообрядцами как преподобная мученица. Сохранились письма Евдокии Урусовой из тюрьмы детям.
Ежегодно с 2009 года в сентябре РПСЦ проводит крестный ход в Боровск в честь Феодосии Морозовой и иже с нею княгини Евдокии Урусовой, инокини Иустины и Марьи.

## Дети
Старший сын Василий был похож на отца. Евдокия в письмах из тюрьмы просила его не пить, но он её не слушал.
Дочери, Анастасия и Евдокия, больше прислушивались к советам матери, присылали ей деньги и вещи. Анастасия через несколько лет захотела стать миссионером.